# Vojnik

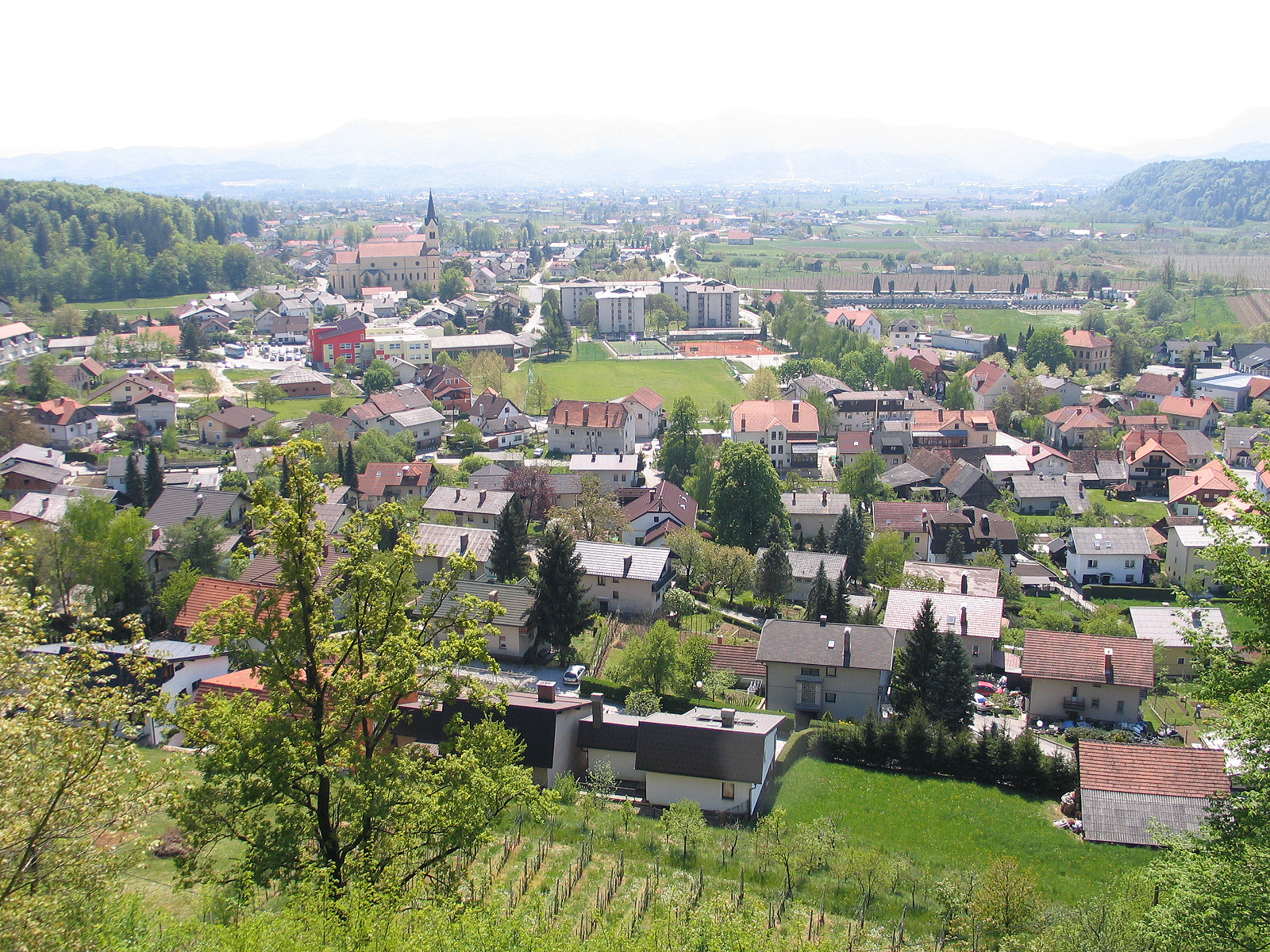
Vojnik

Die Stadt Vojnik (dt.: Hochenegg) ist der Hauptort der 56 Ortschaften umfassenden Gemeinde Vojnik nördlich von Celje in der historischen Landschaft Spodnja Štajerska (Untersteiermark), heute Region Savinjska, in Slowenien.

## Name
Der heutige Name leitet sich von *Xvojьnikъ ab, vom slawischen *xvoja für „Tanne, Fichte“.

## Geschichte
Der Ort wurde zum ersten Mal 1165 als Hoheneke erwähnt. 1900 hatte die Marktgemeinde Hochenegg 835 Einwohner. Davon waren 454 Deutsche und 371 Slowenen.
Im Ort wurden drei Massengräber aus dem Jahr 1945 gefunden.

## Söhne und Töchter
- Stanislav Lipovšek (* 1943), römisch-katholischer Geistlicher, emeritierter Bischof von Celje
- Borut Pinter Musiklehrer